# Orechnik (missile)
Le 9M729-Orechnik, ou simplement Orechnik (russe : Орешник, litt. « noisetier »), est un missile balistique russe à portée intermédiaire (acronyme IRBM en anglais). C'est probablement le premier missile balistique pourvu de têtes multiples à être utilisé en conditions de combat. Selon Maxim Starchak, chercheur à l'université Queen's et les États-Unis, l'Orechnik est une modification du RS-26 Roubej. Fabian Hoffmann, expert en défense à l'université d'Oslo, affirme que le missile russe en question ne comporte probablement pas plus de 10 % de nouvelles pièces.

## Histoire
Il est présenté pour la première fois le 21 novembre 2024 par Vladimir Poutine. D'une vitesse estimée à Mach 10, il est conçu pour être difficile à intercepter. Ce missile est utilisé le même jour dans le conflit russo-ukrainien, frappant une installation appartenant à la société ukrainienne Pivdenmach à Dnipro, en Ukraine, lors de la guerre russo-ukrainienne.
En décembre 2024, le président biélorusse Alexandre Loukachenko demande à la Russie s’il est possible de déployer ce missile sur son territoire. Vladimir Poutine répond qu’il considère cela « possible au cours du second semestre (2025) lorsque la production de ces armes augmentera en Russie et que ces missiles entreront en service dans les forces stratégiques russes ». La Russie déploie déjà des vecteurs nucléaires tactiques en Biélorussie (Iskander-M et Su-25 « Frogfoot »).

## Spécificités
D'une portée de 5 000 km, l’Orechnik est équipé de six têtes, indépendantes (MIRV) ou non (un bus portant plusieurs têtes), rendant plus difficile son interception. Il aurait été lancé depuis Astrakhan, probablement depuis le site militaire de Kapoustine Iar, soit une distance d’environ 900 km. Décrit comme expérimental, il serait à cette date en production de présérie, et ses capacités incluraient une charge utile conventionnelle ou nucléaire. La Direction générale du renseignement du ministère de la Défense ukrainien laisse entendre que le nom « Orechnik » ne désigne que le prototype d’un système de moyenne portée à vocation nucléaire baptisé « Kedr » (Cèdre). Le missile serait capable d'atteindre des vitesses supérieures à Mach 11 (soit 13 500 km/h ou 3,74 km/s). Le service russe de la BBC explique que la vitesse de Mach 10 annoncée correspond en réalité à l’ordre de grandeur de la vitesse normale de descente des têtes de missiles balistiques de cette portée (voir aussi Missile balistique#Définitions).
Le 24 novembre 2024, le service de sécurité d'Ukraine (SBU) montre des débris métalliques dont il prétend qu'ils proviennent de ce missile. Ces débris sont présentés à un groupe de journalistes, notamment de l'AFP (Agence France-Presse). Leur observation a permis à certains d’estimer qu’il ne s’agissait sans doute pas du Rubezh, en raison d’un diamètre trop faible, mais par exemple d'un développement du 15Zh59 Kuryer [SS-X-26] (it), conçu pour rivaliser avec le missile américain MGM-134A Midgetman, qui, tout en ayant une portée intercontinentale, était de taille très réduite (11,2 mètres de long et 1,36 mètre de diamètre). Ou bien du 15Zh66 Skorost, un IRBM dont le déploiement était envisagé pour les États du Pacte de Varsovie et qui utilisait des étages du SS‑27 Topol et du SS‑20.
En principe, ce type de missile, très onéreux et assez imprécis, est destiné au transport de têtes nucléaires. Lors de son utilisation en Ukraine, ses têtes de 130 kg sont probablement inertes (sans explosifs - difficiles à utiliser dans ces conditions, même les métaux se comportant comme des fluides lors d'un impact à hypervitesse), mais du fait de leur célérité et de leur masse, leur puissance à l'impact peut être estimée à 1 Gigajoule (GJ), soit l'équivalent de 239 kg de TNT (la moitié d'une bombe classique Mark 84 par exemple). L’Oreshnik ne fût pas seul à frapper Dnipro, selon le ministère ukrainien de la Défense, il était accompagné d’au moins un Kinjal et de sept Kh-101.

## Aspects stratégiques
En déployant ce type de missile dans son arsenal, la Russie lance un défi contre lequel d'autres États dotés de l’arme nucléaire, Etats-Unis, France et Grande-Bretagne, pourraient être amenés à réagir de la même manière que lors de la crise des Euromissiles, initiée par l'introduction de ce même concept de vecteur nucléaire à portée intermédiaire. Au risque de relancer la course aux armements plus de trente ans après la fin de la guerre froide, en particulier sur le sol européen, alors que le Traité sur les forces nucléaires à portée intermédiaire [FNI] de 1987 (élimination de tous les missiles de croisière et missiles balistiques, à charge conventionnelle ou nucléaire, américains et soviétiques, lancés depuis le sol et ayant une portée se situant entre 500 et 5 500 km) a été dénoncé par les USA et par la Russie en 2019, précisément en raison de leur développement par ce dernier pays. En janvier 2025, le ministre des Armées Sébastien Lecornu y fait allusion « Certains Etats franchissent des limites nouvelles de prolifération (…) et posent le risque de remise en cause des grands équilibres stratégiques bâtis sur les traités internationaux ».
Le caractère politique de la frappe en Ukraine est souligné, plus évident que son faible intérêt militaire. Le Kremlin annonce que le missile va entrer en production ; le nombre de 25 unités produites par an est considéré comme probable. Le calendrier de déploiement annoncé pour la mi‑2025 pourrait laisser entendre que Vladimir Poutine se réserve la possibilité de relancer ses propositions de moratoire sur les armes à portée intermédiaire après l’entrée en fonction de la seconde administration Trump.